# أكبر أباد (حسين أباد كرمان)
اکبر أباد (بالفارسية: اکبرآباد) هي منطقة سكنية تقع في إيران في Hoseynabad Rural District. يقدر عدد سكانها بـ 582 نسمة بحسب إحصاء 2016.